# Kenneth Macintosh

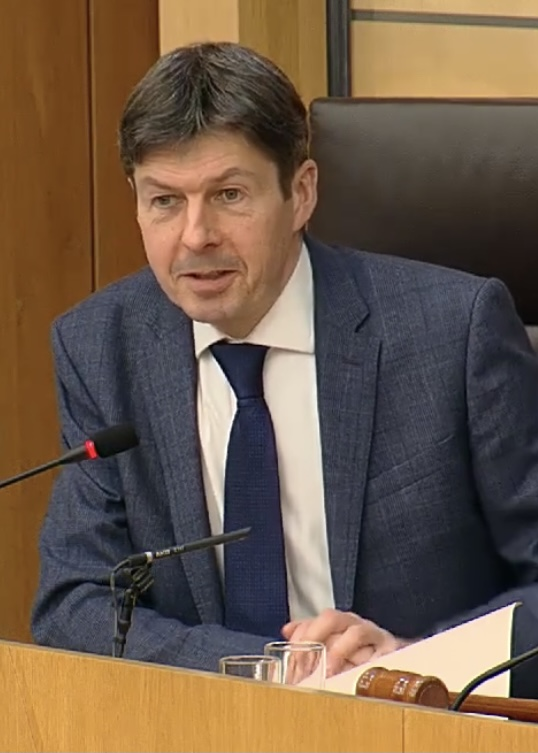
Kenneth Macintosh

Kenneth Macintosh, meist Ken oder Kenny Macintosh, (* 15. Januar 1962 in Inverness) ist ein schottischer Politiker und Mitglied der Scottish Labour Party.

## Leben
Macintosh besuchte die Royal High School in Edinburgh und studierte anschließend Geschichte an der Universität Edinburgh. Danach arbeitete er von 1987 bis 1999 als Produzent im Nachrichtenbereich für die BBC. Er ist sechsfacher Vater und lebt zusammen mit seiner Ehefrau in Busby.

## Politischer Werdegang
Bei den ersten Schottischen Parlamentswahlen im Jahre 1999 trat Macintosh erstmals zu Wahlen auf nationaler Ebene an. Er bewarb sich um das Direktmandat des Wahlkreises Eastwood und konnte es knapp vor dem Kandidaten der Konservativen erringen. Bei den Parlamentswahlen 2003, 2007 und 2011 verteidigte Macintosh sein Mandat für Eastwood.
Im Parlament fungierte Macintosh zunächst 2007 für vier Monate als Parteisprecher für Bildung und Jugendliche und dann bis zum Ende der Legislaturperiode als stellvertretender Parteisprecher für das Schulwesen. In der Legislaturperiode von 2011 bis 2016 bekleidete er im Schattenkabinett der Labour Party verschiedene Positionen, u. a. für Bildung, Finanzen und Soziales.
Nachdem Macintosh bereits 2008 an einer Kandidatur um den Parteivorsitz der Scottish Labour Party interessiert war, kandidierte er 2011 und 2015, konnte sich beide Male aber nicht gegen seine Konkurrenten durchsetzen. Bei den Parlamentswahlen 2016 verlor Macintosh sein Direktmandat für Eastwood, zog aber als Listenabgeordneter über die Regionalliste West Scotland erneut ins Parlament ein. Am 12. Mai 2016 wurde er im dritten Wahlgang zum Presiding Officer des Schottischen Parlaments gewählt. Da sich der Parlamentspräsident traditionell strikt neutral verhält, lässt Macintosh seither seine Labour-Mitgliedschaft ruhen.